# Boomerang (pel·lícula de 1992)
Boomerang és una pel·lícula estatunidenca de Reginald Hudlin, estrenada el 1992. Va ser una de les comèdies amb protagonistes afroamericanes més exitoses i va ser l'única pel·lícula del top 20 aquell any amb un repartiment predominantment negre.

## Argument
Marcus és un triomfador que treballa com a executiu d'una empresa publicitària, i que es fica al llit amb gairebé totes les dones que desitja. Després d'un canvi en la direcció de la companyia, el seu nou cap resulta ser una dona, Jacqueline, que el tractarà exactament de la mateixa manera que ell feia servir amb les dones. Traumatitzat per això, el seu rendiment laboral decaurà greument.

## Repartiment
- Eddie Murphy: Marcus Graham
- Robin Givens: Jacqueline 'Jackie / Jack' Broyer
- Halle Berry: Angela Lewis
- David Alan Grier: Gérard Jackson
- Martin Lawrence: Tyler
- Grace Jones: Helen Strangé
- Eartha Kitt: Lady Eloise
- Geoffrey Holder: Nelson
- Chris Rock: Bony T